# 鄧川州
鄧川州，唐代設置的州。现为洱源县邓川镇。
漢為益州郡楪榆縣地，三國至齊、梁無改。唐時，豐哶據鄧睒，為御史李知古所殺，子哶羅皮自為鄧川州刺史，治大釐城，歸義屢敗之，奪其地，置鄧川州，治大釐，蒙氏襲而奪之，改德源城，隸大理，段氏因之，元憲宗初內附，七年立德源千戶，至元間，改德源城為鄧川州，領浪穹縣。疲。隸雲南省大理府，領鄧川縣。明代尚領浪穹縣。1913年改县，1958年并入剑川县，1961年划归洱源县。